# バチカン市国国務長官
もしかして
- 国務省長官 (ローマ教皇庁)

ではありませんか？